# Trofeo Moschini 1936
Il Trofeo Moschini 1936, ottava edizione della corsa nota in precedenza come "Milano-Mantova", si svolse il 4 ottobre 1936 su un percorso di 274,8 km con partenza e arrivo a Mantova. Riservato a professionisti e indipendenti, fu vinto dall'italiano Raffaele Di Paco, che completò il percorso in 7h55'16" precedendo in volata i connazionali Domenico Piemontesi e Vasco Bergamaschi. Completarono la prova, valida come quinta e ultima fatica del Campionato italiano 1936, 26 dei 54 ciclisti al via.

## Percorso
La corsa, organizzata dalla società La Mantova Sportiva, prese il via dal capoluogo mantovano e, nella prima parte, la più dura, transitò nell'ordine da Guidizzolo (km 29), Castiglione delle Stiviere, Brescia (km 70), Nave con la salita del Colle di Sant'Eusebio, Vestone (km 106), Storo (km 130) con la salita di Tiarno, per giungere, dopo una ripida discesa, a Riva del Garda (km 164). Da Riva si costeggiò la sponda bresciana del Lago di Garda, passando da Limone, Gargnano (km 181), Gardone Riviera (km 194), e da qui dirigendosi, via Castiglione delle Stiviere e Guidizzolo (km 240), al traguardo dello Stadio Leoni di Mantova.

## Ordine d'arrivo (Top 10)
| Pos. | Corridore           | Squadra | Tempo    |
| ---- | ------------------- | ------- | -------- |
| 1    | Raffaele Di Paco    | Dei     | 7h55'16" |
| 2    | Domenico Piemontesi | Bianchi | s.t.     |
| 3    | Vasco Bergamaschi   | Maino   | s.t.     |
| 4    | Alfredo Bovet       | Bianchi | s.t.     |
| 5    | Tolmino Gios        | -       | s.t.     |
| 6    | Walter Generati     | Fréjus  | s.t.     |
| 7    | Giuseppe Olmo       | Bianchi | a 4'54"  |
| 8    | Aldo Bini           | Maino   | s.t.     |
| 9    | Antonio Fraccaroli  | -       | s.t.     |
| 10   | Giovanni Cazzulani  | Gloria  | s.t.     |